# 路易丝-伊丽莎白·德·法蘭西
法國的瑪麗·路易絲·伊麗莎白（本名：Marie Louise Élisabeth de France，在歷史上以Louise Élisabeth之名更為人所知；1727年8月14日—1759年12月6日），出生時為法國王長姬（Madame Royale ），她是路易十五和王后玛丽·蕾捷斯卡的双胞胎長女。

## 家族
- 長女：伊莎貝拉，帕爾馬郡主
  - 外孫女：瑪麗亞·特蕾西亞，奧地利女大公
  - 外孫女：瑪麗亞·克里斯蒂娜，奧地利女大公
- 長子：費迪南德，帕爾馬公爵
  - 孫女：卡羅萊納，薩克森的馬克西米利安親王妃
  - 孫：路易，伊特魯里亞國王
  - 孫女：瑪麗亞·安東尼，帕爾馬郡主
- 次女：瑪麗亞·路易莎，西班牙王后
  - 外孫女：卡洛塔·華金納，葡萄牙王后
  - 外孫女：瑪麗亞·阿馬利亞，西班牙王妃
  - 外孫女：瑪麗亞·路易莎，伊特魯里亞王后
  - 外孫：費爾南多七世
  - 外孫：卡洛斯，莫利納伯爵
  - 外孫女：瑪麗亞·伊莎貝拉，兩西西里王后
  - 外孫：弗朗西斯科·德·保拉